# Odin
Odin是一个由三星开发并供其内部使用的程序，用于在Odin模式（又称下载模式）下与三星设备连接通信，并将自定义固件线刷到三星Android设备上。Odin也可用来解锁某些Android设备。
没有证据表明三星曾公开过Odin，尽管Odin常在三星Knox SDK的开发文档中被提及，其中一些文档甚至提到使用Odin刷写固件的教程。目前公开的Odin被认为是泄漏的结果，而此工具并非为用户所准备的，而为三星售后中心或其内部人员使用。